# Kōno Michiari

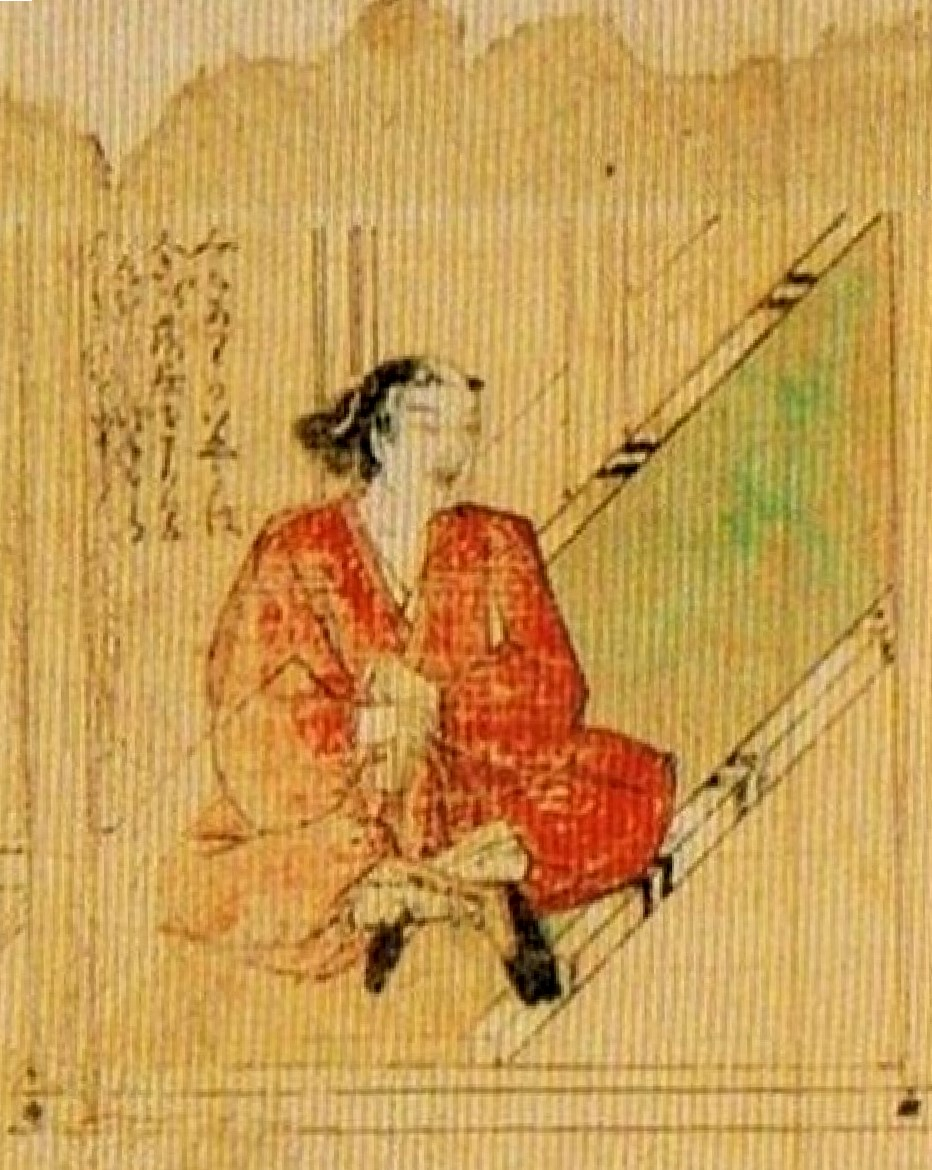
Kōno Michiari, im „Mōko shūrai ekotoba“

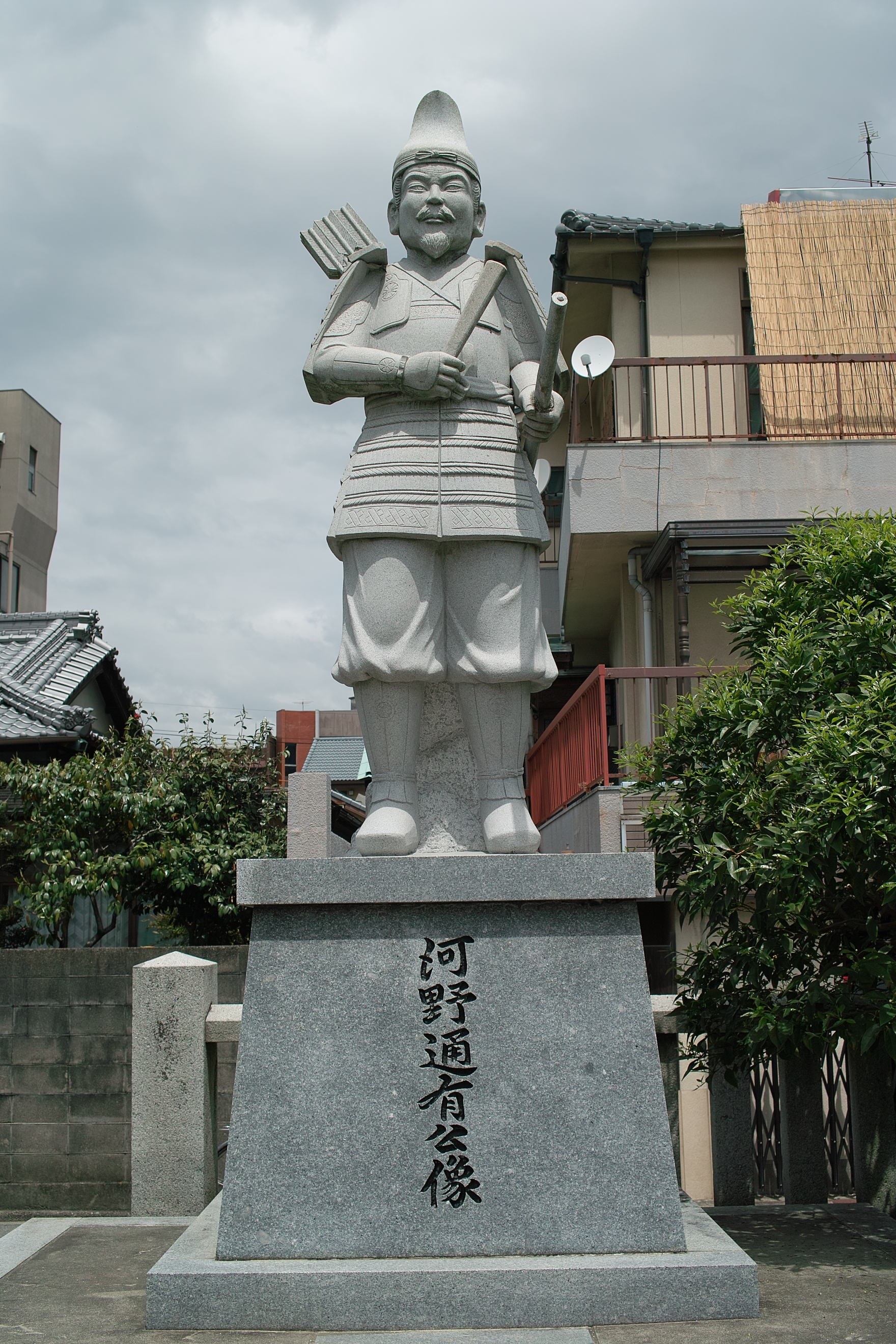
Denkmal in Matsuyama

Kōno Michiari (japanisch 河野 通有; geboren 1250 ? in der Provinz Iyo; gestorben 28. August 1311) war ein japanischer Samurai der mittleren und späten Kamakura-Zeit und Held im Mogolenkrieg.

## Leben und Wirken
Kōno Michiari war ein Sohn von Kōno Michitsugu (河野 通継). Seine Mutter war die Tochter von Imon Nagayoshi (井門 長義). Er wurde auch Rokurō (六郎), Tsushima no Kami (対馬守) genannt. Er lebte in der Provinz Iyo wie ein Daimyō und machte die Burg Tatebuchi (縦淵城) zu seinem Stützpunkt. 1281, als er sein Land verließ, um sich auf die Mongoleninvasion vorzubereiten, schrieb er eine Petition, in der es hieß, dass er, wenn die Mongolen nicht innerhalb von 10 Jahren einmarschierten, würde er ins Ausland gehen und dort kämpfen.
Während des Mongoleninvasionen in Japan 1281 ging Kōno mit seinem Onkel Michitoki (通時) und seinem Sohn Michitada (通忠) an Bord zweier Kriegsschiffe, mit denen es ihm gelang, ein mongolisches Kriegsschiff zu entern, womit er eine bemerkenswerte militärische Leistung vollbrachte. In dem illustrierten Bericht „Mōko Shūrai Ekotoba“, verfasst von seinem Mitkämpfer Takezaki Suenaga (1246–1314), ist er abgebildet mit den Worten: „Ich war zu dieser Zeit 32 Jahre alt.“ Als Belohnung für den verdienstvollen Dienst in diesem Krieg wurde ihm der Bezirk „Kanzaki Shiyō Kozaki kyō“ (神崎庄小崎郷) der Provinz Hizen verliehen. 
Danach wurde Kōno 1307 und 1309 nach Aufzeichnungen im „Kantō Migyōsho“ (関東御教書) beauftragt, Piraten im Westen und in Kumano-ura-ura (熊野浦々) zu jagen. Sein buddhistischer Name nach dem Ableben ist „Chōfukuji-den Tenshin Chōfu Daikyoshi“ (長福寺殿天心紹普大居士).